# The Caretaker
The Caretaker é um projeto do músico inglês de música ambiente Leyland James Kirby (Stockport, 9 de maio de 1974). Seu trabalho caracteriza-se por explorar a memória e sua deterioração gradual, nostalgia, e a melancolia. Inicialmente, o projeto foi inspirado na cena do salão de baile assombrado no filme de 1980 The Shining, com seus primeiros vários lançamentos consistindo em samples manipuladas de gravações de pop ballroom pop de 1930.
Seus trabalhos foram aclamados pela crítica em publicações como The Wire, The New York Times, e BBC Music.

## Discografia

### ComoThe Caretaker
- Selected Memories from the Haunted Ballroom (1999)[4]
- A Stairway to the Stars (2001)[5]
- We'll All Go Riding on a Rainbow (2003)[6]
- Theoretically Pure Anterograde Amnesia (2005)[7]
- Additional Amnesiac Memories (2006)
- Deleted Scenes / Forgotten Dreams (2007)[8]
- Persistent Repetition of Phrases (2008)[9]
- Recollected Memories from the Museum of Garden History (Londres, ao vivo, maio de 2008)[10]
- An Empty Bliss Beyond This World (2011)[11]
- Patience (After Sebald) (2012)[12]
- Extra Patience (After Sebald) (2012)
- Everywhere at the End of Time (2016–2019)
- Take Care. It's a Desert Out There... (2017)
- Everywhere, an Empty Bliss (2019)[13]

### ComoLeyland Kirby
- Sadly, the Future Is No Longer What It Was (2009)
- Eager to Tear Apart the Stars (2011)
- Bonus Tracks 1 (2011)
- We Drink to Forget the Coming Storm (2014)
- The Death of Rave (A Partial Flashback) (2014)
- Intrigue & Stuff (2015)
- We, So Tired of All the Darkness in Our Lives (2017)
- We Are In The Shadow Of A Distant Fire[14] (2022)

### ComoThe Stranger
- Watching Dead Empires in Decay (2013)
- Bleaklow (Remastered) (2014)